# 瓦和帕莱
瓦和帕莱（法語：Oye-et-Pallet，法語發音：[wa e palɛ]）是法国杜省的一个市镇，属于蓬塔利耶区。

## 地理
瓦和帕莱（46°51'12"N, 6°20'3"E）面积10.45 平方千米，位于法国勃艮第-弗朗什-孔泰大區杜省，该省份为法国东部内陆省份，北起上索恩省，西接汝拉省，东部及东南部与瑞士接壤，东北部与贝尔福地区省接壤。
与瓦和帕莱接壤的市镇（或旧市镇、城区）包括：格朗日纳尔博、拉克吕斯和米茹、莱格朗热特、马尔帕、蒙佩勒、拉普拉内。

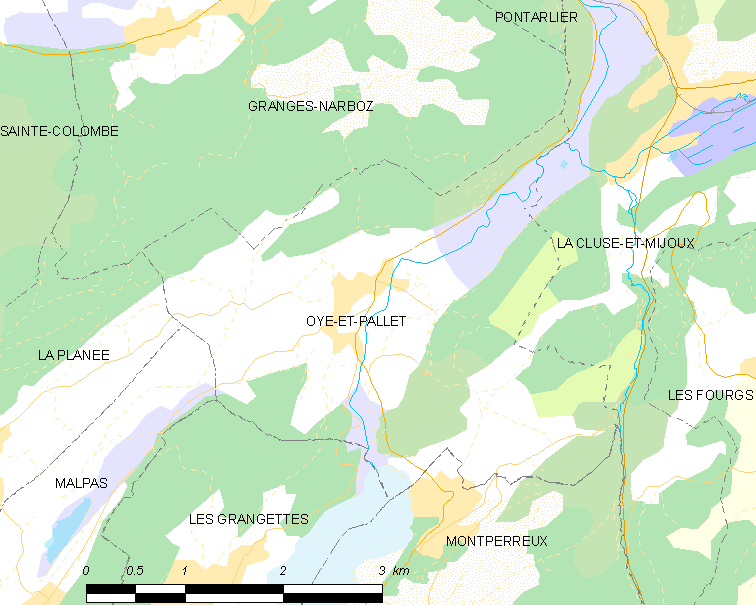
瓦和帕莱的OSM定位图

瓦和帕莱的时区为UTC+01:00、UTC+02:00（夏令时）。

## 行政
瓦和帕莱的邮政编码为25160，INSEE市镇编码为25442。

## 政治
瓦和帕莱所属的省级选区为弗拉讷县。

## 人口

1962-2008年间瓦和帕莱人口变化图示

瓦和帕莱于2022年1月1日时的人口数量为714人。